# American Music Awards 2021
La 49ª edizione degli American Music Awards si è tenuta il 22 novembre 2021 nel Microsoft Theater di Los Angeles. Olivia Rodrigo con 7 candidature, seguita da The Weeknd con 6.
Cardi B ha presentato la cerimonia di premiazione.

## Cerimonia

### Esibizioni
Diplo è stato il curatore musicale e il DJ per le performance.
| Artisti                            | Canzoni |
| ---------------------------------- | --- |
| Silk Sonic                         | Smokin Out the Window |
| Coldplay, BTS                      | My Universe |
| Olivia Rodrigo                     | Traitor |
| Tyler, the Creator                 | Massa |
| Jason Aldean, Carrie Underwood     | Therefore I Am |
| Bad Bunny, Tainy, Julieta Venegas  | Lo siento BB |
| Måneskin                           | Beggin' |
| Dua Lipa                           | Levitating |
| Chlöe                              | Have Mercy |
| Jennifer Lopez                     | On My Way |
| Mickey Guyton                      | All American |
| Giveon                             | Heartbreak Anniversary |
| Kane Brown                         | One Mississippi |
| New Edition, New Kids on the Block | Medley: You Got It (The Right Stuff) Candy Girl Step by Step Mr. Telephone Man Is This the End / Please Don't Go Girl Can You Stand the Rain Hangin' Tough If It Isn't Love |
| Walker Hayes                       | Fancy Like |
| Zoe Wees                           | Girls like Us |
| BTS                                | Butter |

## Vincitori e candidati

### Artista dell'anno
- BTS
- Ariana Grande
- Drake
- Olivia Rodrigo
- Taylor Swift
- The Weeknd

### Nuovo artista dell'anno
- Olivia Rodrigo
- 24kGoldn
- Giveon
- Masked Wolf
- The Kid Laroi

### Video musicale preferito
- Lil Nas X – Montero (Call Me By Your Name)
- Silk Sonic (Bruno Mars e Anderson Paak) – Leave The Door Open
- Cardi B – Up
- Olivia Rodrigo – Drivers License
- The Weeknd – Save Your Tears

### Collaborazione dell'anno
- Doja Cat (featuring SZA) – Kiss Me More
- 24kGoldn (featuring Iann Dior) – Mood
- Bad Bunny e Jhay Cortez – Dákiti
- Chris Brown e Young Thug – Go Crazy
- Justin Bieber (featuring Daniel Caesar e Giveon) – Peaches

### Artista pop maschile preferito
- Ed Sheeran
- Drake
- Justin Bieber
- Lil Nas X
- The Weeknd

### Artista pop femminile preferita
- Taylor Swift
- Ariana Grande
- Doja Cat
- Dua Lipa
- Olivia Rodrigo

### Artista hip-hop maschile preferito
- Drake
- Lil Baby
- Moneybagg Yo
- Polo G
- Pop Smoke

### Artista hip-hop femminile preferita
- Megan Thee Stallion
- Cardi B
- Coi Leray
- Erica Banks
- Saweetie

### Artista country maschile preferito
- Luke Bryan
- Chris Stapleton
- Jason Aldean
- Luke Combs
- Morgan Wallen

### Artista country femminile preferita
- Carrie Underwood
- Gabby Barrett
- Kacey Musgraves
- Maren Morris
- Miranda Lambert

### Artista soul/R&B maschile preferito
- The Weeknd
- Chris Brown
- Giveon
- Tank
- Usher

### Artista soul/R&B femminile preferita
- Doja Cat
- H.E.R.
- Jazmine Sullivan
- Jhené Aiko
- SZA

### Artista latino maschile preferito
- Bad Bunny
- J Balvin
- Maluma
- Ozuna
- Rauw Alejandro

### Artista latino femminile preferita
- Becky G
- Kali Uchis
- Karol G
- Natti Natasha
- Rosalía

### Artista rock preferito
- Machine Gun Kelly
- AJR
- All Time Low
- Foo Fighters
- Glass Animals

### Artista ispirazione preferito
- Carrie Underwood
- Cain
- Elevation Worship
- Lauren Daigle
- Zach Williams

### Artista EDM preferito
- Marshmello
- David Guetta
- Illenium
- Regard
- Tiësto

### Artista gospel preferito
- Kanye West
- Kirk Franklin
- Koryn Hawthorne
- Maverick City Music
- Tasha Cobbs Leonard

### Duo o gruppo pop preferito
- BTS
- AJR
- Glass Animals
- Maroon 5
- Silk Sonic

### Duo o gruppo country preferito
- Dan + Shay
- Florida Georgia Line
- Old Dominion
- Lady A
- Zac Brown Band

### Duo o gruppo latino preferito
- Banda MS de Sergio Lizárraga
- Calibre 50
- Eslabón Armado
- La Arrolladora Banda El Limón De Rene Camacho
- Los Dos Carnales

### Canzone pop preferita
- BTS – Butter
- Doja Cat (featuring SZA) – Kiss Me More
- Dua Lipa – Levitating
- Olivia Rodrigo – Drivers License
- The Weeknd e Ariana Grande – Save Your Tears (Remix)

### Album pop preferito
- Taylor Swift – Evermore
- Ariana Grande – Positions
- Dua Lipa – Future Nostalgia
- Olivia Rodrigo – Sour
- The Kid Laroi – F*ck Love

### Canzone hip-hop preferita
- Cardi B – Up
- Internet Money (featuring Gunna, Don Toliver e Nav) – Lemonade
- Lil Tjay (featuring 6lack) – Calling My Phone
- Polo G – Rapstar
- Pop Smoke – What You Know Bout Love

### Album hip-hop preferito
- Megan Thee Stallion – Good News
- Drake – Certified Lover Boy
- Juice Wrld – Legends Never Die
- Pop Smoke – Shoot for the Stars, Aim for the Moon
- Rod Wave – SoulFly

### Canzone country preferita
- Gabby Barrett – The Good Ones
- Chris Stapleton – Starting Over
- Chris Young e Kane Brown – Famous Friends
- Luke Combs – Forever After All
- Walker Hayes – Fancy Like

### Album country preferito
- Gabby Barrett – Goldmine
- Chris Stapleton – Starting Over
- Lee Brice – Hey World
- Luke Bryan – Born Here Live Here Die Here
- Morgan Wallen – Dangerous: The Double Album

### Canzone R&B preferita
- Silk Sonic – Leave the Door Open
- Chris Brown e Young Thug – Go Crazy
- Giveon – Heartbreak Anniversary
- H.E.R. – Damage
- Jazmine Sullivan – Pick Up Your Feelings

### Album R&B preferito
- Doja Cat – Planet Her
- Giveon – When It's All Said and Done... Take Time
- H.E.R. – Back of My Mind
- Jazmine Sullivan – Heaux Tales
- Queen Naija – Missunderstood

### Canzone latina preferita
- Kali Uchis – Telepatía
- Bad Bunny e Jhay Cortez – "Dákiti
- Bad Bunny e Rosalía – La noche de anoche
- Farruko – Pepas
- Maluma e The Weeknd – Hawái (Remix)

### Album latino preferito
- Bad Bunny – El último tour del mundo
- Kali Uchis – Sin miedo (del amor y otros demonios)
- Karol G – KG0516
- Maluma – Papi Juancho
- Rauw Alejandro – Afrodisíaco

### Canzone in tendenza preferita
- Megan Thee Stallion – Body
- Erica Banks – Buss It
- Måneskin – Beggin'
- Olivia Rodrigo – Drivers License
- Popp Hunna – Adderall (Corvette Corvette)